# John McNeil
John McNeil (Yreka, 23 de marzo de 1948-Nueva York, 27 de septiembre de 2024) fue un trompetista de jazz estadounidense. Ha actuado con artistas como Billy Hart, Rufus Reid, Horace Silver, Gerry Mulligan,  y The Thad Jones/Mel Lewis Orchestra. 

## Discografía
| Artista                    | Título                         | Sello        | Año  |
| -------------------------- | ------------------------------ | ------------ | ---- |
| John McNeil y Bill McHenry | Chill Morn He Climb Jenny      | Sunnyside    | 2010 |
| John McNeil y Bill McHenry | Rediscovery                    | Sunnyside    | 2008 |
| John Mc Neill              | East Coast Cool                | Omnitone     | 2006 |
| John Mc Neill              | Sleep Won't Come               | Omnitone     | 2004 |
| John Mc Neill              | This Way Out                   | Omnitone     | 2003 |
| John Mc Neill              | Fortuity                       | Steeplechase | 2001 |
| John Mc Neill              | Brooklyn Ritual                | Synergy      | 1998 |
| John Mc Neill              | Hip Deep                       | Brownstone   | 1996 |
| John Mc Neill              | I've Got the World on a String | Steeplechase | 1983 |
| John Mc Neill              | Things We Did Last Summer      | Steeplechase | 1983 |
| John Mc Neill              | Faun                           | Steeplechase | 1981 |
| John Mc Neill              | Clean Sweep                    | Steeplechase | 1981 |
| John Mc Neill              | The Glass Room                 | Steeplechase | 1979 |
| John Mc Neill              | Look to the Sky                | Steeplechase | 1979 |
| John Mc Neill              | Embarkation                    | Steeplechase | 1978 |